# جین‌سو ون
جین یا جین‌سو کوان (به انگلیسی: Jin-Soo Kwon) نام یکی از شخصیت‌های داستانی مجموعه تلویزیونی گمشدگان محصول کانال ای بی سی آمریکا است. نقش این شخصیت را دنیل دای کیم بازی کرده‌است. جین همسر سان‌ها ون است.
او در واقع فرزند یک ماهیگیر در یک روستای کره است. او دربان هتلی لوکس در یک کلانشهر می‌شود ولی به دلیل اینکه اجازه داده یک کودک روستایی در هتل به دستشویی هتل برود، مورد غضب مدیر هتل قرار گرفته و هتل را ترک می‌کند. او به سان علاقه‌مند می‌شود و حاضر می‌شود برای پدر او کار کند. کارهایی که پدر سان از او می‌خواهد، بوی خون و جنایت می‌دهد؛ بنابراین، تصمیم به رفتن به آمریکا می‌گیرد.
قبل از سقوط در جزیره، روابط او با سان زیاد خوب نبود. اما در جزیره تازه متوجه می‌شود که چقدر همسرش برای او اهمیت دارد و از شخصیت خشنی که داشته، فاصله می‌گیرد و کم‌کم به همسری مهربان و دوست خوب برای همه تبدیل می‌شود. اگر چه در ارتباط برقرار کردن با بقیه مشکل دارد و زبان انگلیسی را متوجه می‌شود، اما قادر به بیان منظور خود نیست. در فصل سوم و چهارم توانایی گفتن چند جمله ساده را به کمک سان به دست می‌آورد.